# Liste de joueurs d'échecs
Cet article contient une liste de joueurs d'échecs. Il donne une vue d'ensemble des principaux joueurs et joueuses d'échecs.
- Haut – A
- B
- C
- D
- E
- F
- G
- H
- I
- J
- K
- L
- M
- N
- O
- P
- Q
- R
- S
- T
- U
- V
- W
- X
- Y
- Z

| - Manuel Aaron (Inde, 1935- ) - Jacob Aagaard (Danemark, Écosse, 1973– ) - Nidjat Abassov (Azerbaïdjan, 1995- ) - Nodirbek Abdusattorov (Ouzbékistan, 2004) - Tatev Abrahamyan (États-Unis, 1988- ) - Gerald Abrahams (Angleterre, 1907–1980) - Boško Abramović (Yougoslavie, Serbie, 1951-2021) - Péter Ács (Hongrie, 1981- ) - Michael Adams (Angleterre, 1971– ) - William Addison (États-Unis, 1933-2008) - Baskaran Adhiban (Inde, 1992- ) - Utut Adianto (Indonésie, 1965– ) - Ahmed Adly (Égypte, 1987– ) - András Adorján (Hongrie, 1950–2023) - Nikita Afanassiev (Russie, 2000- ) - Simen Agdestein (Norvège, 1967– ) - Nelly Aginian (Arménie, 1981- ) - Evgeni Agrest (Biélorussie, Suède, 1966- ) - Gueorgui Agzamov (Ouzbékistan, 1954–1986) - Carl Ahues (Allemagne, 1883-1968) - Varuzhan Akobian (États-Unis, 1978- ) - Vladimir Akopian (Arménie, 1971– ) - Semion Alapine, (Lituanie 1856–1923) - Vladimir Alatortsev (URSS, 1909-1987) - Adolf Albin (Roumanie, 1848–1920) - Carlos Daniel Albornoz Cabrera (Cuba, 2000- ) - Lev Alburt (Russie, États-Unis, 1945– ) - Alexandre Alekhine (Russie, France 1892–1946) - Alekseï Aleksandrov (Biélorussie, 1973– ) - Evgueni Alekseïev (Russie, 1985– ) - Nana Alexandria (Géorgie, 1949- ) - Conel Hugh Alexander (Angleterre, 1899–1974) - Aaron Alexandre (France, 1766-1850) - Natalia Aliokhina (Russie, 1954- ) - Johann Allgaier (Autriche, 1763 - 1823) - Zoltán Almási (Hongrie, 1976) - Boris Alterman (Israël, 1970– ) - Friedrich Amelung (Lettonie, 1842–1909) - Viswanathan Anand (Inde, 1969– ) - Ashot Anastasian (Arménie, 1964–2016) - Mads Andersen (Danemark, 1995- ) - Adolf Anderssen (Allemagne, 1818–1879) - Ulf Andersson (Suède, 1951– ) - Dmitri Andreïkine (Russie, 1990 - ) - Zaven Andriasian (Arménie, 1989– ) - Gilles Andruet (France, 1958–1995) - Emil Anka (Hongrie, 1969– ) - Meýlis Annaberdiýew (Turkménistan, 1985- ) - Vladimir Antochine (Russie, 1929–1994) - Julia Antolak (Pologne, 2000- ) - Ardiansyah (Indonésie, 1951-2017) - Fricis Apšenieks (Lettonie, 1924-1941) - Aravindh Chithambaram (Inde, 1999- ) - Walter Arencibia (Cuba, 1967– ) - Aleksandr Arechtchenko (Ukraine, 1986– ) - Sergueï Arkhipov (URSS, Russie, 1954- ) - Jules Arnous de Rivière (France, 1830-1905) - Levon Aronian (Arménie, 1982– ) - Lev Aronine (URSS, 1920–1983) - Vladislav Artemiev (Russie, 1998- ) - Vugar Asadli (Azerbaïdjan, 2001- ) - Venka Asenova (Bulgarie, 1930-1986) - Maurice Ashley (Jamaïque, États-Unis, 1966– ) - Karen Asrian (Arménie, 1980–2008) - Bibisara Assaubayeva (Kazakhstan, Russie, 2004- ) - Konstantin Asseïev (Russie, 1960–2004) - As-Suli (califat Abbasside, env.880–946) - Lajos Asztalos (Hongrie, Yougoslavie, 1889-1956) - Suat Atalık (Turquie, 1964- ) - Henry Atkins (Angleterre, 1872–1955) - Arnold Aurbach (Pologne, France, 1888–1952) - Medina Warda Aulia (Indonésie, 1997- ) - Youri Averbakh (Russie, 1922–2022 ) - Boris Avroukh (Kazakhstan, Israël, 1978– ) - Zurab Azmaiparashvili (Géorgie, 1960– ) - Yusnel Bacallao Alonso (Cuba, 1988- ) - Étienne Bacrot (France, 1983– ) - Olga Badelka (Biélorussie, 2002- ) - Amir Bagheri (Iran, 1978 - ) - Vladimir Baguirov (URSS, 1936–2000) - Bai Jinshi (Chine, 1999- ) - Iouri Balachov (Russie, 1949– ) - Rosendo Balinas (Philippines, 1941- ) - Imre Balog (Hongrie, 1991- ) - Csaba Balogh (Hongrie, 1987- ) - Chrístos Baníkas (Grèce, 1978- ) - Anatoli Bannik (URSS, Ukraine, 1921–2013) - Tamás Bánusz (Hongrie, 1989- ) - Abraham Baratz (Roumanie, France, 1895 - 1975) - Gerardo Barbero (Argentine, 1961–2001) - Oliver Barbosa (Philippines, 1986- ) - Gedeon Barcza (Hongrie, 1911–1986) - Curt von Bardeleben (Allemagne, 1861–1924) - Leonard Barden (Angleterre, 1929– ) - Ievgueni Bareïev (Russie, 1966– ) - Thomas Wilson Barnes (Angleterre, 1825–1874) - Alexeï Barsov (Ouzbékistan, 1966- ) - Mateusz Bartel (Pologne, 1985- ) - Pier Luigi Basso (Italie, 1997- ) - Batchimeg Tuvshintugs (Mongolie, 1986- ) - Tsegmed Batchuluun (Mongolie, 1987- ) - Christian Bauer (France, 1977– ) - Johann Bauer (Autriche, 1861–1891) - Albert Becker (Autriche, Argentine, 1896-1984) - Valeri Beim (URSS-Israël-Autriche, 1950- ) - Anjelina Belakovskaia (Ukraine, États-Unis, 1969– ) - Lioudmila Belavenets (URSS, Russie, 1940-2021) - Aleksandr Beliavski (Ukraine, Slovénie, 1953– ) - Slim Belkhodja (Tunisie, 1962 -) - Jana Bellin (Tchécoslovaque-Angleterre, 1947- ) - Clarice Benini (Italie, 1905-1976) - Joel Benjamin (États-Unis, 1964– ) - Pal Benko (Hongrie, États-Unis, 1928–2019) - Elvira Berend (Luxembourg, 1965- ) - Johann Berger (Autriche, 1845-1933) - Ferenc Berkes (Hongrie, 1985– ) - Hans Berliner (États-Unis, 1929–2017) - Vitaliï Bernadskyï (Ukraine, 1994- ) - Ossip Bernstein (Ukraine, France, 1882–1962) - Katarina Beskow (Suède, 1867-1939) - Harsha Bharathakoti (Inde, 2000- ) - Istvan Bilek (Hongrie, 1932–2010) - Henry Bird (Angleterre, 1830–1908) - Arthur Bisguier (États-Unis, 1929–2017) - Alina Bivol (Russie, 1996- ) - Roy Turnbull Black (États-Unis, 1888–1962) - Joseph Henry Blackburne (Angleterre, 1841–1924) - Ludwig Bledow (Allemagne, 1795–1846) - Claude Bloodgood (États-Unis, 1937–2001) - Benjamin Blumenfeld (Russie, URSS, 1884-1947) - Mark Bluvshtein (Canada, 1988- ) - Milko Bobotsov (Bulgarie, 1931-2000) - Samuel Boden (Angleterre, 1826–1882) - Stanislav Bogdanovitch (Ukraine, 1993-2020) - Efim Bogoljubov (Ukraine, Allemagne, 1889–1952) - Paolo Boï (Italie, 1528–1598) - Benjamin Bok (Pays-Bas, 1995- ) - Jacobo Bolbochán (Argentine, 1906-1984) - Julio Bolbochán (Argentine, 1920–1996) - Issaak Boleslavski (URSS, 1919–1977) - Andreea Bollengier (Roumanie, France, 1975-2021) - Viktor Bologan (Moldavie, 1971– ) - Hyacinthe Boncourt (France, 1765-1840) - Igor Bondarevski (URSS, 1913–1979) - Eero Böök (Finlande, 1910–1990) - Jure Borišek (Slovénie, 1986- ) - Giorgueï Borissenko (URSS, 1921–2012) - Valentina Borissenko (URSS, 1920-1993) - Avital Boruchovsky (Israël, 1997- ) - Ánna-María Bótsari (Grèce, 1972- ) - Mikhaïl Botvinnik (Russie, 1911–1995) - Slim Bouaziz (Tunisie, 1950- ) - Ivan Boukavchine (Russie, 1995- ) - Louis-Charles Mahé de La Bourdonnais (France, 1795–1840) - César Boutteville (France, 1917-2015) - Gyula Breyer (Hongrie, 1893–1921) - Alfred Brinckmann (Allemagne, 1891-1967) - Miklós Bródy (Autriche-Hongrie, Roumanie, 1877-1949) - David Bronstein (Russie, 1924–2006) - Walter Browne (Australie, États-Unis, 1949–2015) - Rowena Bruce (Angleterre, 1919-1999) - Lázaro Bruzón (Cuba, 1983- ) - Stellan Brynell (Suède, 1962- ) - Bu Xiangzhi (Chine, 1985– ) - Henry Thomas Buckle (Angleterre, 1821–1862) - John Burke (États-Unis, 2001- ) - Amos Burn (Angleterre, 1848–1925) - Donald Byrne (États-Unis, 1930–1976) - Robert Byrne (États-Unis, 1928–2013 ) - Elisabeth Bykova (Russie, 1913–1989) - Joseph Graham Campbell (Royaume-Uni, 1830-1891) - Esteban Canal (Pérou, Italie, 1896–1981) - Cao Sang (Viêt Nam, 1973- ) - José Raúl Capablanca (Cuba, 1888–1942) - Magnus Carlsen (Norvège, 1990– ) - Horatio Caro (Grande-Bretagne, 1862-1920) - Fabiano Caruana (États-Unis, Italie, 1992– ) - Pietro Carrera (Sicile, 1573–1647) - Murray Chandler (Nouvelle-Zélande, Angleterre 1960– ) - Rudolf Charousek (Hongrie, 1873–1900) - Chantal Chaudé de Silans (France, 1919–2001) - Nicolas Checa (États-Unis, 2001- ) - Ivan Chéparinov (Bulgarie, 1986– ) - Irving Chernev (États-Unis, 1900–1981) - François Chevaldonnet (France, 1950-2016) - Kirill Chevtchenko (Ukraine, 2002- ) - Aleksandr Chimanov (Russie, 1992- ) - Sergueï Chipov (Russie, 1966- ) - Alekseï Chirov ou Shirov (Lettonie, Espagne, 1972– ) - Evgueni Chtembouliak (Ukraine, 2019- ) - Polina Chouvalova (Russie, 2001- ) - Larry Christiansen (États-Unis, 1956– ) - Johan-Sebastian Christiansen (Norvège, 1998- ) - Victor Ciocâltea (Roumanie, 1932–1983) - Dragoljub Čirić (Yougoslavie, 1935-2014) - Dagnė Čiukšytė (Lituanie, Angleterre, 1977- ) - Albert Clerc (France, 1830 - 1918) - John Cochrane (Angleterre, 1798–1878) - Edgard Colle (Belgique, 1897–1932) - Matthieu Cornette (France, 1985- ) - Juan Corzo y Príncipe (Cuba, 1873–1941) - Carlo Cozio (Italie, 1715–1780), - Pia Cramling (Suède, 1963– ) - Cristhian Cruz (Pérou, 1992- ) - István Csom (Hongrie, 1940-2021) - Jaime Cuartas (Colombie, 1975- ) - Miguel Cuéllar Gacharná (Colombie, 1916-1985) - Josef Cukierman (Pologne, France, 1900 - 1941) - Alexander Cunningham (Écosse, vers 1655-1730) - Ognjen Cvitan (Croatie, 1961– ) - Moshe Czerniak (Israël, 1910-1984) - Krystyna Dąbrowska (Pologne, 1973- ) - Arthur Dake (États-Unis, 1910–2000) - Pedro Damiano (Portugal, 1480–1544) - Mato Damjanović (Croatie, 1927-2011) - Branko Damljanović (Serbie, 1961- ) - Bardiya Daneshvar (Iran, 2006- ) - Daniel Dardha (Belgique, 2005- ) - Klaus Darga (Allemagne, 1934– ) - Rustem Dautov (Allemagne, 1965- ) - Nigel Davies (Angleterre, 1960– ) - Nick de Firmian (États-Unis, 1957– ) - Frederick Deacon (Belgique, 1829-1875) - Jean-Marc Degraeve (France, 1971– ) - Boris De Greiff (Colombie, 1930– ) - Adriaan de Groot (Pays-Bas, 1914– ) - Óscar de la Riva (Espagne, Andorre, 1972- ) - Aleksander Delchev (Bulgarie, 1971– ) - Axel Delorme (France, 1990- ) - Anton Demtchenko (Russie, 1987- ) - Adrien Demuth (France, 1991- ) - Arnold Denker (États-Unis, 1914–2005) - Erald Dervishi (Albanie, 1979- ) - Alexandre Deschapelles (France, 1780–1847) - Divya Deshmukh (Inde, 2005- ) - Emil Diemer (Allemagne, 1908-1980) - Jesús Díez del Corral (Espagne, 1933–2010) - Ding Liren (Chine, 1992– ) - Goran Dizdar (Croatie, 1958- ) - Nikola Đukić (Monténégro, 1983- ) - Rune Djurhuus (Norvège, 1970– ) - Maxim Dlugy (États-Unis, 1966- ) - Sergueï Dolmatov (URSS, 1959– ) - Leinier Domínguez (Cuba, 1983- ) - Johannes Donner (Pays-Bas, 1927–1988) - Iossif Dorfman (URSS, France 1952– ) - Daniil Doubov (Russie, 1996- ) - Fiodor Douz-Khotimirski (Russie, URSS, 1879–1965) - Alekseï Dreïev (Russie, 1969– ) - Aleksandr Dronov (Russe, 1946- ) - Serafino Dubois (Italie, 1817–1899) - Jan-Krzysztof Duda (Pologne, 1998- ) - Jean Dufresne (Allemagne, 1829–1893) - Oldrich Duras (Tchécoslovaquie, 1882–1957) - Stefan Đurić (Serbie, 1955- ) - Mark Dvoretski (Russie, 1947–2016) - Nana Dzagnidzé (Géorgie, 1987– ) - Roman Djindjikhachvili (URSS, Géorgie, États-Unis, 1944– ) - Romain Édouard (France, 1990– ) - Zahar Efimenko (Ukraine, 1985– ) - Igor Efimov (Géorgie, Italie, Monaco, 1960- ) - Jaan Ehlvest (Estonie, États-Unis, 1962– ) - Viatcheslav Eingorn (Ukraine, 1956– ) - Folke Ekström (Suède, 1906–2000) - Felipe El Debs (Brésil, 1985- ) - Erich Eliskases (Autriche, Allemagne, Argentine, 1913–1997) - Pavel Eljanov (Ukraine, 1983– ) - John Emms (Angleterre, 1967– ) - Berthold Englisch (Autriche, 1851–1897) - Vladimir Epichine (Russie, 1965– ) - Květa Eretová (Tchécoslovaquie, République tchèque, 1926-2021) - Evguéni Ermenkov (Bulgarie, 1949- ) - Jakov Estrine (URSS, 1923–1987) - Ashritha Eswaran (États-Unis, 2000- ) - Max Euwe (Pays-Bas, 1901–1981) - Larry Evans (États-Unis, 1932–2010) - William Davies Evans (Pays de Galles, 1790–1872) - Ernst Falkbeer (Autriche, 1819–1885) - Iván Faragó (Hongrie, 1946–2022) - Ulviyya Fataliyeva (Azerbaïdjan, 1996- ) - John Fedorowicz (États-Unis, 1958– ) - Sergueï Fedortchouk (Ukraine, 1981- ) - Vladimir Fedosseïev (Russie, 1995- ) - Rubén Felgaer (Argentine, 1981- ) - António Fernandes (Portugal, 1962- ) - Jorge Viterbo Ferreira (Portugal, 1994- ) - Jiří Fichtl (Tchécoslovaquie, 1921-2003) - Miroslav Filip (République Tchèque, 1928– ) - Anton Filippov (Ouabékistan, 1986- ) - Valeri Filippov (Russie, 1975- ) - Reuben Fine (États-Unis, 1914–1993) - Benjamin Finegold (États-Unis, 1969- ) - Alekseï Fiodorov (Biélorussie, 1972- ) - Bobby Fischer (États-Unis, Islande, 1943–2008) - Glenn Flear (Angleterre, 1959– ) - Salo Flohr (Tchécoslovaquie, URSS 1908–1983) - Gabriel Flom (France, 1986- ) - Jan Foltys (Tchécoslovaquie, 1908–1952) - Leó Forgács ou Fleischmann (Autriche-Hongrie, 1881–1930) - Győző Forintos (Hongrie, 1935–2018) - Laurent Fressinet (France, 1981– ) - Daniel Fridman (Lettonie, Allemagne, 1976– ) - Ľubomír Ftáčnik (Slovaquie, 1957– ) - Semion Fourman (URSS, 1920–1978) - Paulin Frydman (Pologne, Argentine, 1905-1982) - Andrija Fuderer (Yougoslavie, 1931-2011) - Hovhannes Gabouzian (Arménie, 1995- ) - Luís Galego (Portugal, 1966- ) - Joseph Gallagher (Grande-Bretagne, Suisse, 1964– ) - Surya Ganguly (Inde, 1983– ) - Nona Gaprindachvili (Géorgie, URSS, 1941– ) - Anita Gara (Hongrie, 1984-) - Ticia Gara (Hongrie, 1984-) - Gildardo García (Colombie, 1954-2021) - Guillermo García González (Cuba, 1953- ) - Marta García Martín (Espagne, 2000- ) - Silvino García Martínez (Cuba, 1944- ) - Carlos García Palermo (Argentine et Italie, 1953- ) - Nieves García Vicente (Espagne, 1955- ) - Timour Gareïev (Ouzbékistan, États-Unis, 1988– ) - Leïa Garifoullina (Russie, 2004-) - Einar Gausel (Norvège, 1963– ) - Vugar Gashimov (Azerbaïdjan, 1986–2014) - Viktor Gavrikov (Lituanie, Suisse, 1957–2016) - Mähri Geldiýewa (Turkménistan, 1973- ) - Efim Geller (Ukraine, URSS, 1925–1998) - Kiril Georgiev (Bulgarie, 1965– ) - Ehsan Ghaem Maghami (Iran, 1981– ) - Tigran Gharamian (Arménie, France, 1984- ) - Mamikon Gharibian (Arménie, 2004- ) - Florin Gheorghiu (Roumanie, 1944– ) - Theodor Ghițescu (Roumanie, 1934–2008) - Amédée Gibaud (France, 1885 - 1957) - Ellen Gilbert (États-Unis, 1837-1900) - Aïvars Gipslis (Lettonie, URSS 1937–2000) - Anish Giri (Pays-Bas, 1994– ) - Benjámin Gledura (Hongrie, 1999- ) - Igor Glek (Allemagne, 1961– ) - Svetozar Gligorić (Yougoslavie, 1923–2012) - Michele Godena (Italie, 1967–) - Alphonse Goetz (France, 1865–1934) - Vitali Golod (Israël, 1971- ) - Celso Golmayo (Espagne, Cuba, 1820-1898) - Manuel Golmayo (Espagne, 1883-1973) - Harry Golombek (Angleterre, 1911–1995) - Mary Ann Gomes (Inde, 1989- ) - Gong Qianyun (Chine, Singapour, 1985- ) - Dmitri Gordievski (Russie, 1996- ) - Yannick Gozzoli (France, 1983- ) - Nils Grandelius (Suède, 1993- ) - Edouard Goufeld (Ukraine, États-Unis, 1936–2002) - Ilia Gourevitch (URSS, Ukraine, États-Unis, 1972- ) - Mikhaïl Gourevitch (URSS, Ukraine, Belgique, 1959– ) - Buchuti Gourguenidzé (Géorgie, 1933-2008) - Gadir Gousseinov (Azerbaïdjan, 1986- ) - Alexander Graf (Ouzbékistan, Allemagne, 1962- ) - Sonja Graf (Allemagne, Argentine, États-Unis, 1908–1965) - Julio Granda (Pérou, 1967– ) - Boris Gratchev (Russie, 1986– ) - Gioachino Greco (Italie, 1600–c.1634) - Gisela Kahn Gresser (États-Unis, 1906–2000) - Helgi Grétarsson (Islande, 1977– ) - Hjörvar Steinn Grétarsson (Islande, 1993- ) - Karen Grigorian (URSS, 1967-1989) - Karen H. Grigorian (Arménie, 1995-) - Levon Grigorian (URSS, 1967-1975) - Aleksandr Grichtchouk (Russie, 1983– ) - Richard Griffith (Angleterre, 1872–1955) - Nikolaï Grigoriev (URSS, 1895–1938) - Aristide Gromer (France, 1909 - ?) - Ernst Grünfeld (Autriche, 1893–1962) - Boris Guelfand (Bélarus, URSS, Israël, 1968– ) - David Antón Guijarro (Espagne, 1995- ) - Carlos Guimard (Argentine, 1913–1998) - Gukesh D (Inde, 2006-) - Namig Guliyev (Azerbaïdjan, 1974-) - Boris Gulko (URSS, États-Unis, 1947– ) - Isidor Gunsberg (Hongrie, Angleterre, 1854–1930) - Abhijeet Gupta (Inde, 1989- ) - Jan Gustafsson (Allemagne, 1979- ) - Gu Xiaobing (Chine, 1985- ) - Robert Gwaze (Zimbabwe, 1982- ) - Zoltán Gyimesi (Hongrie, 1977- ) - Mohamed Haddouche (Algérie, 1984- ) - Aldo Haïk (France, 1952 -) - Vitaly Halberstadt (France, 1903 - 1967) - Rani Hamid (Bangladesh, 1944- ) - Vladimir Hamițevici (Moldavie, 1991- ) - Jon Ludvig Hammer (Norvège, 1960- ) - Edhi Handoko (Indonésie, 1960-2009) - Curt Hansen (Danemark, 1964- ) - Wilhelm Hanstein (Allemagne, 1811–1850) - Dronavalli Harika (Inde, 1991– ) - Pentala Harikrishna (Inde, 1986– ) - Max Harmonist (Allemagne, 1864–1907) - Daniel Harrwitz (Allemagne, France, 1823–1884) - William Hartston (Angleterre, 1947– ) - Mark Hebden (Angleterre, 1958– ) - Jean Hébert (Canada, 1957– ) - Hans-Joachim Hecht (Allemagne, 1939- ) - Jonny Hector (Suède, 1964– ) - Andreas Heimann (Allemagne, 1992- ) - Ferdinand Hellers (Suède, 1969- ) - Lance Henderson de la Fuente (Espagne, Andorre, 2003-) - Cristóbal Henríquez Villagra (Chili, 1996- ) - Gerald Hertneck (Allemagne, 1963- ) - Tiger Hillarp Persson (Suède, 1970– ) - Jóhann Hjartarson (Islande, 1963, -) - Hoàng Thị Bảo Trâm (Viêt Nam, 1987- ) - Albert Hodges (États-Unis, 1861-1944) - Julian Hodgson (Angleterre, 1963– ) - Nina Høiberg (Danemark, 1956-) - Carsten Høi (Danemark, 1957-) - Conrad Holt (États-Unis, 1993- ) - Károly Honfi (Hongrie, 1930-1996) - Vlastimil Hort (Tchécoslovaquie, Allemagne, 1944– ) - Israel Albert Horowitz (États-Unis, 1907–1973) - Bernhard Horwitz (Allemagne, Angleterre, 1807–1885) - Henry Hosmer (États-Unis, 1837-1892 - David Howell (Angleterre, 1990- ) - Hou Yifan (Chine, 1994– ) - Zbyněk Hráček (République tchèque, 1970- ) - Vincenz Hrubý (Autriche-Hongrie, 1856-1917) - Robert Hübner (Allemagne, 1948– ) - Krunoslav Hulak (Yougoslavie, Croatie, 1951-1975 - Werner Hug (Suisse, 1952– ) - Lora Iakovleva (URSS, Russie, 1932-) - Pouya Idani (Iran, 1995- ) - Alexandre Iline-Jenevski (Russie, Union soviétique, 1898–1941) - Gueorgui Ilivitski (URSS, 1921-1989) - Miguel Illescas (Espagne, 1965–) - Artiom Iline (Russie, 1987-) - Ernesto Inarkiev (Russie, Kirghizistan, 1985– ) - Nana Iosseliani (Géorgie, 1962– ) - Daniil Iouffa (Russie, 1997- ) - Leonid Iourtaïev (Kirghizistan, 1959–2011) - Alexander Ipatov (Ukraine, Espagne, Turquie, 1993- ) - Misratdin Iskandarov (Azerbaïdjan, 1995- ) - Andrei Istrățescu (Roumanie, France, 1975-) - Eduardo Iturrizaga (Venezuela, 1989- ) - Vassili Ivantchouk (Ukraine, 1969– ) - Mária Ivánka (Hongrie, 1950- ) - Ivan Ivanišević (Serbie, 1977– ) - Alexander Ivanov (URSS, États-Unis, 1956- ) - Igor Ivanov (URSS, Canada, 1947–2005) - Sergueï Ivanov (Russie, 1960– ) - Velimir Ivić (Serbie, 2002- ) - Borislav Ivkov (Yougoslavie, 1933–2022) - Dragoljub Jacimović (Macédoine du Nord, 1964- ) - Brandon Jacobson (États-Unis, 2003- ) - Carl Jaenisch (Russie, 1813–1872) - Dmitri Iakovenko ou Dmitry Jakovenko (Russie, 1983– ) - Jana Jacková (République tchèque, 1982- ) - Dragoljub Janošević (Yougoslavie, 1923-1993) - David Janowski (Pologne, France 1868–1927) - Vlastimil Jansa (Tchécoslovaquie, 1942- ) - Eleazar Jiménez (Cuba, 1928-2000 ) - Baadur Jobava (Géorgie, 1983– ) - Darryl Johansen (Australie, 1959– ) - Hans Johner (Suisse, 1889-1975) - Paul Johner (Suisse, 1887–1938) - Gawain Jones (Angleterre, 1987- ) - Max Judd (États-Unis, 1851-1906) - Rinat Jumabaev (Kazakhstan, 1989- ) - Klaus Junge (Allemagne, 1924–1945) - Ju Wenjun (Chine, 1991-) - Siarheï Jyhalka (Biélorussie, 1989- ) - Denis Kadrić (Bosnie-Herzégovine, 1995- ) - Victor Kahn (Russie, France, 1889–1971) - Gregory Kaidanov (URSS, États-Unis, 1959– ) - Meruert Kamalidenova (Kazakhstan, 2005- ) - Gata Kamsky (URSS, États-Unis, 1974– ) - Ilia Kan (URSS, 1909–1978) - Nikola Karaklajić (Yougoslavie, 1926-2008) - Mona May Karff (Russie, Palestine, États-Unis, 1914–1998) - Sergueï Kariakine (Ukraine, Russie, 1990– ) - Anatoli Karpov (Russie, 1951– ) - Isaac Kashdan (États-Unis, 1905-1985) - Roustam Kassymdjanov (Ouzbékistan, 1979– ) - Genrikh Kasparian (Arménie, 1910–1995) - Garry Kasparov (Russie, 1963– ) - Sergueï Kasparov (Azerbaïdjan) - Gueorgui Katcheichvili (Géorgie, 1977- ) - Miroslav Katětov (Tchécoslovaquie, 1918-1995) - Larry Kaufman (États-Unis. 1947- ) - Arthur Kaufmann (Autriche, 1872-1938) - Lubomir Kavalek (Tchécoslovaquie, États-Unis, 1943–2021) - Vladislav Kavalïow (Biélorussie, 1994- ) - Raymond Keene (Angleterre, 1948– ) - Edvīns Ķeņģis (Lettonie, 1959- ) - Paul Keres (Estonie, 1916–1975) - Vincent Keymer (Allemagne, 2004– ) - Ildar Khaïroulline (Russie, 1990- ) - Aleksandr Khalifman (Russie, 1966– ) - Andreï Kharlov (Russie, 1968-2014) - Denis Khismatoulline (Russie, 1984- ) - Tamar Khmiadachvili (Géorgie, 1944-2019) - Ratmir Kholmov (Lituanie, 1925–2006) - Bela Khotenashvili (Géorgie, 1988- ) - Nino Kirov (Bulgarie, 1943-2008) - Lionel Kieseritzky (Pologne, Allemagne, 1806–1853) - Zlatko Klarić (Yougoslavie, Croatie, 1956- ) - Ernst Klein (Angleterre, 1910–1990) - Masha Klinova (Israël, 1968- ) - Jānis Klovāns (Lettonie, 1935–2010) - Hans Kmoch (Autriche, États-Unis, 1894-1973) - Rainer Knaak (Allemagne, 1953- ) - Mikhaïl Kobalia (Russie, 1978- ) - Ignác Kolisch (Autriche, 1837-1889) - Dmitrij Kollars (Allemagne, 1999- ) - Georges Koltanowski (Belgique, États-Unis, 1903–2000) - Humpy Koneru (Inde, 1987– ) - Natalia Konopliova (URSS, 1944-2011) - Aleksandr Konstantinopolski (URSS, 1910–1990) - Anton Korobov (Ukraine, 1985– ) - Alekseï Korotyliov (Russie, 1977- ) - Viktor Kortchnoï (URSS, Suisse, 1931–2016) - Yona Kosashvili (Géorgie, Israël, 1970– ) - Nadejda Kosintseva (Russie, 1985– ) - Tatiana Kosintseva (Russie, 1986– ) - Alexandra Kosteniouk (Russie, 1984– ) - Borislav Kostić (Yougoslavie, 1887–1963) - Aleksandr Kotchiev (Russie, 1956–) - Alexandre Kotov (URSS, 1913–1981) - Vassílios Kotroniás (Grèce, 1964– ) - Viktor Koupreïtchik (URSS, Biélorussie, 1949–2017) - Igor Kournossov (Russie, 1985-2013) - Guennadi Kouzmine (Ukraine, URSS, 1946–2020) - Youriï Kouzoubov (Ukraine, 1990– ) - Aleksandar Kovačević (Yougoslavie, Serbie, 1974- ) - Vlatko Kovačević (Croatie, 1942– ) - Igor Kovalenko (Ukraine, Lettonie, 1988- ) - Anton Kovalyov (Argentine, Canada, 1992- ) - Zdenko Kožul (Croatie, 1966- ) - Haije Kramer (Pays-Bas, 1917-2004) - Vladimir Kramnik (Russie, 1975– ) - Michał Krasenkow (Pologne, 1963– ) - Dmitri Kriakvine (Russie, 1984- ) - Ljuba Kristol (URSS, Israël, 1944- ) - Youriï Kryvoroutchko (Ukraine, 1986- ) - Nikolaï Kroguious (Russie, 1930–2022) - Irina Krush (URSS, États-Unis, 1983– ) - Adam Kuligowski (Pologne, 1955- ) - Bojan Kurajica (Bosnie-Herzégovine, 1947– ) - Abraham Kupchik (États-Unis, 1892-1970) - Temur Kuybokarov (Ouzbékistan-Australie, 2000- ) - Aloyzas Kveinys (Lituanie, 1962- ) - Maxime Lagarde (France, 1994- ) - Kateryna Lagno (Ukraine, 1989– ) - Bogdan Lalić (Croatie, 1964- ) - Susan Lalic (Angleterre, 1965-) - Erwin l'Ami (Pays-Bas, 1985- ) - Konstantin Landa (Russie, 1972-2022) - Salo Landau (Pays-Bas, 1903-1944) - Gary Lane (Angleterre, Australie 1964 – ) - Max Lange (Allemagne, 1832–1899) - Bent Larsen (Danemark, 1935–2010) - Bertold Lasker (Allemagne, 1860-1928) - Edward Lasker (Allemagne, États-Unis, 1885–1981) - Emanuel Lasker (Allemagne, États-Unis, 1868–1941) - Pierre Laurent-Paoli (France, 2000- ) - Tomas Laurušas (Lituanie, 1996- ) - Joël Lautier (France, 1973– ) - Frédéric Lazard (France, 1883–1948) - Denis Lazavik (Biélorussie, 2006- ) - Viktor Láznička (Tchéquie, 1988– ) - Tassilo von Heydebrand und der Lasa (Allemagne, 1818–1899) - Lê Quang Liêm (Vietnam, 1991- ) - Jiří Lechtýnský (Tchécoslovaquie, 1947- ) - Kermur de Legal (1702–1792) - Nikolaï Legky (Ukraine-France, 1955- ) - Pertti Lehikoinen (Finlande, 1952 - ) - Anatoli Lein (URSS, États-Unis, 1931 – 2018) - Rafael Leitão (Brésil, 1979- ) - Péter Lékó (Hongrie, 1979– ) - Levente Lengyel (Hongrie, 1933-2014) - Giovanni Leonardo da Cutri (Italie, 1542–1587) - Paul Saladin Leonhardt (Allemagne, 1877–1934) - Konstantin Lerner (Ukraine, 1950–2011) - Alexandre Le Siège (Canada, 1975– ) - René Letelier (Chili, 1915–2006) - Grigory Levenfish (Pologne, Russie, 1889–1961) - William Lewis (Angleterre, 1787-1870) - Li Chao (Chine, 1989– ) - Theodor Lichtenhein (Prusse, États-Unis, 1829-1874) - Vladimir Liberzon (URSS, 1937-1996) - Kjetil Aleksander Lie (Norvège, 1980 – ) - Andor Lilienthal (Hongrie, Russie, 1911–2010) - Paul Lipke (Allemagne, 1870–1955) - Isaak Lipnitski (URSS, 1923–1959) - Samuel? ou Salomon? Lipschütz (Hongrie, États-Unis, 1863–1905) - Gueorgui Lissitsine (URSS, 1909–1972) - Leon Livaić (Croatie, 2000-) - Ljubomir Ljubojević (Yougoslavie, 1950– ) - Eric Lobron (Allemagne, 1960– ) - Valeri Loguinov (URSS, Ouzbékistan, Russie, 1955- ) - William Lombardy (États-Unis, 1937–2017) - Ruy López de Segura (Espagne, env.1530 – env.1580) - Andreï Loukine (Russie, 1948- ) - Anatoli Loutikov (URSS, 1933-1989) - Johann Löwenthal (Hongrie, 1810–1876) - Smbat Lputian (Arménie, 1958 -) - Lu Miaoyi (Chine, 2010- ) - Lu Shanglei (Chine, 1995- ) - Luis Ramírez Lucena (Espagne, env.1465 – env.1530) - Erik Lundin (Suède, 1904–1988) - Constantin Lupulescu (Roumanie, 1984-) - Christopher Lutz (Allemagne, 1971- ) - Igor Lyssy (Russie, 1987- ) | - George MacDonnell (Irlande, 1830-1899) - Ioulia Machinskaïa (Russie, 1977- ) - Bartłomiej Macieja (Pologne, 1977– ) - George Henry Mackenzie (Écosse, États-Unis, 1837–1891) - Elmar Maguerramov (Azerbaïdjan, 1958- ) - Sergueï Makarytchev (Russie, 1953–) - Vladimir Makogonov (Azerbaïdjan, 1904-1993) - Gyula Makovetz (Hongrie, 1860–1903) - Marína Makropoúlou (Roumanie, Grèce, 1960- ) - Vadim Malakhatko (Ukraine, Belgique, 1977-2023) - Vladimir Malakhov (Russie, 1980 - ) - Vladimir Malaniouk (Ukraine, 1957– ) - Burkhard Malich (Allemagne de l'Est, 1936- ) - Vidmantas Mališauskas (Lituanie, 1963- ) - Rauf Mamedov (Azerbaïdjan, 1988- ) - Shakhriyar Mamedyarov (Azerbaïdjan, 1985– ) - Gulnar Mammadova (Azerbaïdjan, 1991- ) - David Marciano (France, 1969– ) - Georg Marco (Autriche, 1863–1923) - Rudolf Marić (Yougoslavie, 1927-1990) - Sandro Mareco (Argentine, 1987- ) - Mihail Marin (Roumanie, 1965- ) - Annamária Marjanovics (Hongrie, 2001- ) - Ján Markoš (Slovaquie, 1985-) - Robert Markuš (Serbie, 1983- ) - Edith Michell (Royaume-Uni, 1872-1951) - Géza Maróczy (Hongrie, 1870–1951) - Frank Marshall (États-Unis, 1877–1944) - José Eduardo Martínez Alcántara (Pérou, 1999- ) - Saša Martinović (Croatie, 1991- ) - Slobodan Martinović (Yougoslavie, Serbie, 1945-2015) - James Mason (Irlande, États-Unis, Grande-Bretagne, 1849–1905) - Dimítrios Mastrovasílis (Grèce, 1983- ) - Aleksandar Matanović (Yougoslavie, 1930-2023) - Hermann Mattison (Lettonie, 1894–1932) - Carl Mayet (Allemagne, 1810–1868) - Maksim Matlakov (Russie, 1991-) - Hermann Mattison (Lettonie, 1894-1932) - Milan Matulović (Yougoslavie, 1935– ) - Aleksandr Mazia (Russie, 1945– ) - Alexander McDonnell (Irlande, 1798–1835) - Colin McNab (Écosse, 1961– ) - Luke McShane (Angleterre, 1984– ) - Henrique Mecking (Brésil, 1952– ) - Antonio Medina (Espagne, 1918-2003) - Edmar Mednis (États-Unis, 1937-2002) - Susanto Megaranto (Indonésie, 1987– ) - Georg Meier (Allemagne, 1987– ) - Olga Menchik (Tchécoslovaquie, Angleterre, 1908–1944) - Vera Menchik (Tchécoslovaquie, Angleterre, 1906–1944) - Leon Luke Mendonca (Inde, 2006- ) - Nikita Meškovs (Lettonie, 1994- ) - Jonathan Mestel (Angleterre, 1957- ) - Bart Michiels (Belgique, 1986- ) - Jacques Mieses (Allemagne, Angleterre 1865–1954) - Vladas Mikėnas (Lituanie, URSS, 1910–1992) - Adrian Mikhaltchichine (Ukraine, 1954 - ) - Tony Miles (Angleterre, 1955–2001) - Borislav Milić (Yougoslavie, 1925-1986) - Stuart Milner-Barry (Angleterre, 1906 - 1995) - Gilberto Milos (Brésil, 1963- ) - Vadim Milov (Suisse, 1972– ) - Dragoljub Minić (Yougoslavie, 1936-2005) - Ievguen Mirochnytchenko (Ukraine, 1978– ) - Vesna Mišanović (Bosnie, 1964- ) - Abhimanyu Mishra (États-Unis, 2009- ) - Nikola Mitkov (Macédoine, 1971- ) - Kamil Mitoń (Pologne, 1984– ) - Abram Model (URSS, 1895-1975) - Oleg Moïsseïev (URSS, 1925-2002) - Stefan Mohr (Allemagne, 1967- ) - Aleksandr Moiseenko (Russie, 1980- ) - Batkhuyagiin Möngöntuul (Mongolie, 1987- ) - Augustus Mongrédien (Angleterre, 1807–1888) - Törmönkhiin Mönkhzul (Mongolie, 2002- ) - María Teresa Mora (Cuba, 1902-1980) - Wojciech Moranda (Pologne,1988- ) - Iván Morovic (Chili, 1963– ) - Aleksandr Morozevitch (Russie, 1977– ) - Paul Morphy (États-Unis, 1837–1884) - Eva Moser (Autriche, 1982-2019) - Paul Motwani (Écosse, 1962– ) - Aleksandr Motyliov (Russie, 1979– ) - Volodar Mourzine (Russie, 2006- ) - Anna Mouzytchouk (Ukraine, Slovénie, 1990– ) - Mariya Mouzytchouk (Ukraine, 1992– ) - Júlia Movsesjan (Slovaquie, 1981- ) - Sergei Movsessian (Géorgie, Slovaquie, Arménie, 1978– ) - Karen Movsziszian (Arménie, 1963- ) - Mikheil Mtchedlichvili (Géorgie, 1979– ) - Jacob Murey (Israël, 1941- ) - Tamir Nabaty (Israël, 1991- ) - Ashot Nadanian (Arménie, 1972– ) - Gia Nadareichvili (Géorgie, 1921–1991) - Arkadij Naiditsch (Allemagne, 1985– ) - Ievgueni Naïer (Russie, 1977- ) - Miguel Najdorf (Pologne, Argentine, 1910–1997) - Hikaru Nakamura (États-Unis, 1987– ) - Pallathur Venkatachalam Nandhidhaa (Inde, 1996- ) - William Napier (Angleterre, États-Unis, 1881-1952) - Sunilduth Lyna Narayanan (Inde, 1998- ) - Daniel Naroditsky (États-Unis, 1995- ) - Mai Narva (Estonie, 1999- ) - Igor-Alexandre Nataf (France, 1978– ) - David Navara (République Tchèque, 1985) - Parimarjan Negi (Inde, 1993– ) - Iivo Neï (Estonie, 1931– ) - Oleg Neikirkh (Bulgarie, 1914-1985) - Arturs Neikšāns (Lettonie, 1983- ) - Ian Nepomniachtchi (Russie, 1990– ) - Arseni Nesterov (Russie, 2003- ) - Valeri Neverov (Ukraine, 1964– ) - Gustav Neumann (Prusse, 1838–1881) - Rachid Nejmetdinov (Russie, 1912–1974) - Nguyễn Anh Dũng (Vietnam, 1976- ) - Nguyễn Anh Khôi (Vietnam, 2002- ) - Nguyễn Ngọc Trường Sơn (Vietnam, 1990– ) - Thai Dai Van Nguyen (Tchéquie, 2001- ) - Ni Hua (Chine, 1983- ) - Ni Shiqun (Chine, 1997- ) - Alexandra Nicolau-van der Mije (Roumanie, Pays-Bas, 1940-2013) - Bjørn Nielsen (Danemark, 1907-1949) - Peter Heine Nielsen (Danemark, 1973– ) - Hans Niemann (États-Unis, 2003- ) - Friso Nijboer (Pays-Bas, 1965- ) - Illia Nyjnyk (Ukraine, 1996 - ) - Juraj Nikolac (Croatie, 1932- ) - Ioánnis Nikolaḯdis (Grèce, 1971- ) - Momchil Nikolov (Bulgarie, 1985- ) - Predrag Nikolić (Bosnie-Herzégovine, 1960– ) - Stanimir Nikolić (Serbie, 1935-2021) - Aaron Nimzowitsch (Lettonie, Danemark, 1886–1935) - Ning Kaiyu (Chine, 2004- ) - Liviu-Dieter Nisipeanu (Roumanie, Allemagne, 1976– ) - Jesus Nogueiras (Cuba, 1959- ) - Holger Norman-Hansen (Danemark, 1899-1984) - Daniël Noteboom (Pays-Bas, 1910–1932) - Igor Novikov (Ukraine, États-Unis, 1962- ) - John Nunn (Angleterre, 1955– ) - Albéric O'Kelly de Galway (Belgique, 1911–1980) - Vladimir Okhotnik (Ukraine, France, 1950 - ) - Friðrik Ólafsson (Islande, 1935– ) - Helgi Ólafsson (Islande, 1956) - Lembit Oll (Estonie, 1966-1999) - Vladimir Onichtchouk (Ukraine, 1991- ) - Alexander Onischuk (Ukraine, États-Unis, 1975– ) - Grigori Oparine (Russie, 1997- ) - Karel Opočenský (Tchécoslovaquie, 1892-1975) - Lisandra Teresa Ordaz Valdés (Cuba, 1988- ) - Viatcheslav Osnos (URSS-Russie, 1935–2009) - Berge Østenstad (Norvège, 1964– ) - Sergueï Ouroussov (Empire russe, 1827-1897) - Isan Reynaldo Ortiz Suárez (Cuba, 1985- ) - Ievguenia Ovod (Russie, 1982- ) - John Owen (Angleterre, 1827–1901) - Luděk Pachman (Tchécoslovaquie, Allemagne, 1924–2003) - Nikola Padevsky (Bulgarie, 1933- ) - Mladen Palac (Espagne, 1991- ) - Semion Palatnik (URSS-Ukraine-États-Unis, 1950- ) - Óscar Panno (Argentine, 1935– ) - Vassili Panov (URSS, 1906–1973) - Levan Pantsulaia (Géorgie, 1986- ) - Enrico Paoli (Italie, 1908–2005) - Ioánnis Papaïoánnou (Grèce, 1976- ) - Gábor Papp (Hongrie, 1987- ) - Mark Paragua (Philippines, 1984– ) - David Paravian (Russie, 1998- ) - Mircea Pârligras (Roumanie, 1980– ) - Bruno Parma (Slovénie, 1941– ) - Arman Pashikian (Arménie, 1987– ) - Louis Paulsen (Allemagne, 1833–1891) - Jerguš Pecháč (Slovaquie, 2001- ) - Yannick Pelletier (Suisse, 1976) - Li Min Peng (Ukraine, Suisse, 1997-) - Peng Xiaomin (Chine, 1973- ) - Peng Zhaoqin (Pays-Bas, 1968- ) - Jonathan Penrose (Angleterre, 1933–2021) - Julius Perlis (Autriche, 1880-1913) - Corina-Isabela Peptan (Roumanie, 1978– ) - Manuel Pérez Candelario (Espagne, 1983- ) - Arshak Petrossian (Arménie, 1953– ) - Tigran Petrossian (Arménie, Géorgie, URSS, 1929–1984) - Tigran L. Petrossian (Arménie, 1984– ) - Alexandre Petrov (Russie, 1794–1867) - Martin Petrov (Bulgarie, 2000- ) - Nikita Petrov (Russie, 1996- ) - Kristýna Petrová (République tchèque, 1992- ) - Margeir Pétursson (Islande, 1960-) - Alan Pichot (Argentine, 1998- ) - Helmut Pfleger (Allemagne, 1943– ) - François-André Danican Philidor (France, 1726–1795) - Wolfgang Pietzsch (Allemagne de l'Est, 1930-1996) - Jeroen Piket (Pays-Bas, 1969– ) - Harry Nelson Pillsbury (États-Unis, 1872–1906) - Herman Pilnik (Allemagne, Argentine, 1914–1981) - József Pintér (Hongrie, 1953- ) - Kacper Piorun (Pologne, 1991-, ) - Vasja Pirc (Slovénie, 1907–1980) - Albin Planinc (Slovénie, 1944-2008) - Natalia Pogonina (Russie, 1985- ) - Tomáš Polák (Tchéquie, 1974- ) - Giulio Polerio (Italie, 1548–1612) - Judit Polgár (Hongrie, 1976– ) - László Polgár (Hongrie, 1946) - Susan Polgar (Hongrie, États-Unis, 1969– ) - Zsófia Polgár (Hongrie, Israël, 1974– ) - Lev Polougaïevski (URSS, 1934–1995) - Arturo Pomar (Espagne, 1931–2016) - Ruslan Ponomariov (Ukraine, 1983– ) - Pavel Ponkratov (Russie, 1988- ) - Stepan Popel (Autriche-Hongrie, Ukraine, États-Unis, 1909 - 1987) - Ivan Popov (Russie, 1990-, ) - Ljuben Popov (Bulgarie, 1936-) - Petar Popović (Yougoslavie, 1959–) - Valeri Popov (Russie, 1974- ) - Piotr Potemkine (Russie, 1886 - 1926) - Lajos Portisch (Hongrie, 1937– ) - Evguéni Postny (Israël, 1981- ) - Vladimir Potkine (Russie, 1982– ) - William Potter (Angleterre, 1840-1895) - Rameshbabu Praggnanandhaa (Inde, 2005- ) - Pranav Venkatesh (Inde, 2006- ) - Pranesh M (Inde, 2006- ) - Aleksandr Predke (Russie, 1994- ) - Borki Predojević (Bosnie-Herzégovine, 1987- ) - Novendra Priasmoro (Indonésie, 1999- ) - Éric Prié (France, 1962– ) - Lodewijk Prins (Pays-Bas, 1913–1999) - Péter Prohászka (Hongrie, 1992- ) - Ladislav Prokeš (Tchécoslovaquie, 1884-1966) - Dawid Przepiórka (Pologne, 1880-1940) - Lev Psakhis (Israël, 1958-) - Lenka Ptáčníková (Rép. thèque, Islande, 1976- ) - Paulius Pultinevičius (Lituanie, 2001- ) - Abhimanyu Puranik (Inde, 2000- ) - C.J.S. Purdy (Australie, 1906–1979) - Rustam Qosimjonov (Ouzbékistan, 1979- ) - Miguel Quinteros (Argentine, 1947– ) - Yasser Quesada Pérez (Cuba, 1992- ) - Yuniesky Quezada (Cuba, 1984- ) - Braslav Rabar (Yougoslavie, 1919-1973), - Abram Rabinovitch (Russie, 1878–1943) - Viktoria Radeva (Bulgarie, 2001- ) - Teimour Radjabov (Azerbaïdjan, 1987– ) - Ivan Radulov (Bulgarie, 1939- ) - Krystyna Radzikowska ou Hołuj-Radzikowska (Pologne, 1931-2006) - Markus Ragger (Autriche, 1988- ) - Viatcheslav Ragozine (Russie, URSS 1908–1962) - Francesco Rambaldi (Italie, 1999- ) - Alejandro Ramírez (Costa Rica, États-Unis, 1988- ) - Vivian Ramón Pita (Cuba, 1963- ) - Maaja Ranniku (URSS, Estonie, 1941-2004) - Yrjö Rantanen (Finlande, 1950-2021) - Richárd Rapport (Hongrie, 1996- ) - Olita Rause (Lettonie, 1962- ) - Iouri Razouvaïev (Russie, 1945–2012) - Gad Rechlis (Israël, 1967- ) - Hans Ree (Pays-Bas, 1944– ) - Fred Reinfeld (États-Unis, 1910–1964) - Josef Rejfíř (Tchécoslovaquie, 1909-1962) - Georges Renaud (France, 1893–1975) - Olivier Renet (France, 1964– ) - Samuel Reshevsky (Pologne, États-Unis, 1911–1992) - Richard Réti (Tchécoslovaquie, 1889–1929) - Ramón Rey Ardid (Espagne, 1903-1988) - Aleksandr Riazantsev (Ukraine, 1986–) - Zoltán Ribli (Hongrie, 1951– ) - Eros Riccio (Italie, 1977– ) - Eliška Richtrová (Tchécoslovaquie, République tchèque, 1959-) - Kurt Richter (Allemagne, 1900-1969) - Fritz Riemann (Allemagne, 1859-1932) - Nikolaï Rioumine (URSS, 1908-1942) - Manuel Rivas Pastor (Espagne, 1960-) - Jules Arnous de Rivière (France, 1830–1905) - Karl Robatsch (Autriche, 1929-2000) - Ray Robson (États-Unis, 1994- ) - Amador Rodríguez Céspedes (Cuba, Espagne, 1956- ) - Orestes Rodríguez Vargas (Pérou, Espagne, 1943- ) - Paula Andrea Rodríguez Rueda (Colombie, 1996- ) - Eline Roebers (Pays-Bas, 2006- ) - Maxim Rodshtein (Israël, 1989– ) - Tereza Rodshtein (République tchèque, 1991-) - Ian Rogers (Australie, 1960– ) - Kenneth Rogoff (États-Unis, 1953– ) - Laura Rogule (Lettonie, 1988- ) - Michael Rohde (États-Unis, 1959– ) - Michael Roiz (Israël, 1983- ) - Oleg Romanichine (Ukraine, 1952– ) - Céline Roos (France, Canada, 1953-2021) - Ievgueni Romanov (Russie, 1988- ) - Samuel Rosenthal (Pologne, France, 1837–1902) - Nicolas Rossolimo (France, États-Unis, 1910–1975) - Gersz Rotlewi (Russie, Pologne, 1889-1920) - Sergueï Roublevski (Russie, 1974– ) - Eugène Rousseau (France, c.1810 – c.1870) - Jonathan Rowson (Écosse, 1977– ) - Eduardas Rozentalis (Lituanie, 1963–) - Akiba Rubinstein (Pologne, 1882–1961) - Olga Roubtsova (Russie, 1909–1994) - Lioudmila Roudenko (Russie, 1904–1986) - Anna Rudolf (Hongrie, 1987- ) - Mary Rudge (Royaume-Uni, 1842-1919) - Ioulia Ryjanova (Russie, Australie, 1974- ) - Tania Sachdev (Inde, 1986- ) - Raunak Sadhwani (Inde, 2005- ) - Matthew Sadler (Angleterre, 1974- ) - Julio Sadorra (Philippines, 1986- ) - Darmen Sadvakassov (Kazakhstan, 1979- ) - Eltaj Safarli (Azerbaïdjan, 1992- ) - Pierre Saint-Amant (France, 1800–1872) - Konstantin Sakaïev (Russie, 1974- ) - Iván Salgado López (Espagne, 1991- ) - Pablo Salinas Herrera (Chilli, 1994- ) - Valeri Salov (Russie, 1964– ) - Henryk Jerzy Salwe (Russie, Pologne, 1862-1920) - Friedrich Sämisch (Allemagne, 1896–1975) - Tornike Sanikidze (Géorgie, 1989– ) - Jaime Santos Latasa (Espagne, 1996- ) - Alekseï Sarana (Russie, 2000- ) - Ortvin Sarapu (Nouvelle-Zélande, 1924-1999) - Jonathan Sarfati (Australie, Nouvelle-Zélande, 1964– ) - Gabriel Sargissian (Arménie, 1983- ) - Shant Sargsian (Arménie, 2002- ) - Ibro Šarić (Bosnie-Herzégovine, 1982-) - Ivan Šarić (Croatie, 1990-) - Nihal Sarin (Inde, 2004-) - Jacob Sarratt (Angleterre, 1772-1819) - Krishnan Sasikiran (Inde, 1981– ) - Anastasia Savina (France, 1992– ) - Boris Savtchenko (Russie, 1986- ) - Stanislav Savtchenko (ukraine, 1967- ) - Gyula Sax (Hongrie, 1951–2014) - Francesco Scafarelli (Italie, 1933-2007) - Emil Schallopp (Allemagne, 1843–1919) - Emanuel Schiffers (Russie, 1850–1904) - Ivan Schitco (Moldavie, 2003- ) - Carl Schlechter (Autriche, 1874–1918) - Zoya Schleining (Ukraine-Allemagne, 1961- ) - Lothar Schmid (Allemagne, 1928-2013) - Paul Felix Schmidt (Estonie, Allemagne, États-Unis, 1916—1984) - Włodzimierz Schmidt (Pologne, 1943-2023) - Adolf Schwarz (Autriche, 1836–1910) - Leon Schwartzmann (Pologne, France, 1887 - 1942) - Marie Sebag (France, 1986– ) - Yasser Seirawan (Syrie, États-Unis, 1960– ) - Alekseï Selesnieff (Russie, France, 1888-1967) - Aleksandr Sergueïev (URSS, 1897-1970) - Grigori Serper (Ouzbékistan, États-Unis, 1969- ) - Panayappan Sethuraman (Inde, 1993- ) - Samuel Sevian (États-Unis, 2000- ) - Alexander Shabalov (Lettonie, États-Unis, 1967– ) - Jennifer Shahade (États-Unis, 1980– ) - Leonid Chamkovitch ou Shamkovitch (Russie, États-Unis, 1923–2005) - Samuel Shankland (États-Unis, 1991- ) - Mehrshad Sharif (Iran, France, 1952- ) - Miron Sher (Russie, États-Unis, 1952-2020) - James Sherwin (États-Unis, 1933- ) - Nigel Short (Angleterre, 1965– ) - Jackson Showalter (États-Unis, 1860–1935) - Yuri Shulman (Bélarus, États-Unis, 1975– ) - Yuliya Shvayger (Israël, 1994-, ) - Vladimir Simaguine (URSS, 1919–1968) - Radoslav Simić (Yougoslavie, Serbie, 1948-2020) - Albert Simonson (États-Unis, 1914–1965) - Javokhir Sindarov (Ouzbékistan, 2005-) - Sanan Siouguirov (Russie, 1993–) - Stanislaus Sittenfeld (France, 1865-1902) - Jure Škoberne (Slovénie, 1987-) - Almira Skripchenko (Moldavie, France, 1976– ) - Bogdan Śliwa (Pologne, 1922-2003) - Jørn Sloth (Danemark, 1944- ) - Sergueï Smaguine (Russie, 1958- ) - Jan Smeets (Pays-Bas, 1985- ) - Jan Smejkal (Tchécoslovaquie, 1946 – ) - Ilya Smirin (Israël, 1968- ) - Anton Smirnov (Australie, 2001- ) - Pavel Smirnov (Russie, 1982- ) - Vassily Smyslov (Russie, 1921–2010) - Wesley So (Philippines, 1993- ) - Monika Soćko (Pologne, 1978– ) - Aynur Sofiyeva (Azerbaïdjan, 1970- ) - Andreï Sokolov (URSS, France, 1963– ) - Ivan Sokolov (Yougoslavie, Pays-Bas, 1968– ) - Alekseï Sokolski (URSS, 1908-1969) - Dragan Šolak (Serbie, Turquie, 1980- ) - Andrew Soltis (États-Unis, 1947– ) - Francesco Sonis (Italie, 2002- ) - Gennadi Sosonko (URSS, Pays-Bas, 1943 -) - Alekseï Souétine (URSS, 1926–2001) - Ljuben Spassov (Bulgarie, 1943- ) - Vassil Spassov (Bulgarie, 1971- ) - Boris Spassky (Russie, France, 1937– ) - Jonathan Speelman (Angleterre, 1956– ) - Rudolf Spielmann (Autriche, 1883–1942) - Kevin Spraggett (Canada, 1954– ) - Luigi Sprega (Italie, 1829–1887) - Gideon Ståhlberg (Suède, 1908–1967) - Philippe Stamma (Syrie, Angleterre, France, 1705–1755) - Charles Stanley (Angleterre, États-Unis 1819–1901) - Nava Starr née Shterenberg (Lettonie, Canada, 1949– ) - Howard Staunton (Angleterre, 1810–1874) - Michael Stean (Angleterre, 1953-) - Antoaneta Stefanova (Bulgarie, 1979– ) - Hannes Stefánsson (Islande, 1972- ) - Leonid Stein (Ukraine, 1934–1973) - Endre Steiner (Hongrie, 1901-1944) - Herman Steiner (États-Unis, 1905–1955) - Lajos Steiner (Hongrie, Australie, 1903-1975) - Héðinn Steingrímsson (Islande, 1975- ) - Wilhelm Steinitz (Bohème, États-Unis, 1836–1900) - Daniël Stellwagen (Pays-Bas, 1987– ) - Alexander Stripunsky (États-Unis, 1970- ) - Dumitru Svetușchin (Moldavie, 1980-2020) - Hrvoje Stević (Croatie, 1980- ) - Zuzana Štočková (Slovaquie, 1977- ) - Gösta Stoltz (Suède, 1904–1963) - Noël Studer (Suisse, 1996- ) - Mihai Șubă (Roumanie, 1947- ) - Berthold Suhle (Allemagne, 1837–1904) - Nenad Šulava (Croatie, 1962-2019) - Šarūnas Šulskis (Lituanie, 1972- ) - Mir Sultan Khan (Pakistan, 1905–1966) - Luis Paulo Supi (Brésil, 1996- ) - Herman Suradiradja (Indonésie, 1947-1976) - Emil Sutovsky (Israël, 1977– ) - Duncan Suttles (Canada, 1945- ) - Evgeni Svechnikov (Lettonie, 1950–2021) - Peter Svidler (Russie, 1976– ) - Rudolf Swiderski (Allemagne, 1878-1909) - Dariusz Świercz (Pologne, 1994– ) - László Szabó (Hongrie, 1917–1998) - József Szén (Hongre, 1805-1857) - Amin Tabatabaei (Iran, 2001-) - Alaadin al Tabriz (XIVe siècle) - Mark Taïmanov (Russie, 1926–2016) - Sándor Takács (Hongrie, 1893-1932) - Mikhaïl Tal (Lettonie, URSS, 1936–1992) - Justin Tan (Australie, 1997- ) - James Tarjan (États-Unis, 1952- ) - Siegbert Tarrasch (Allemagne, 1862–1934) - Stefano Tatai (Italie, 1938-2017) - Jean Taubenhaus (Pologne, France, 1850-1919) - Xavier Tartakover (Pologne, France, 1887–1956) - Daria Tcharotchkina (Russie, 1990- ) - Valeri Tchekhov (Russie, 1955- ) - Vitali Tchekhover (URSS, 1908–1965) - Aleksandr Tchernine (Ukraine, Hongrie, 1960– ) - Aliakseï Tcharnouchevitch (Biélorussie, France, 1978- ) - Konstantin Tchernychov (Russie, 2000- ) - Maia Tchibourdanidzé (Géorgie, URSS, 1961– ) - Mikhaïl Tchigorine (Russie, 1850–1908) - Richard Teichmann (Allemagne, 1868–1925) - Margareta Teodorescu (Roumanie, 1932-2013) - Nikólas Theodórou (Grèce, 2000- ) - George Alan Thomas (Royaume-Uni, 1881–1972) - Jesper Thybo (Danemark, 1999- ) - Jan Timman (Pays-Bas, 1951– ) - Guennadi Timochtchenko (URSS, Slovaquie, 1949- ) - Artiom Timofeïev (Russie, 1985– ) - Sergei Tiviakov (Russie, Pays-Bas, 1973– ) - Vladislav Tkachiev (Kazakhstan, France, 1973– ) - Aleksandr Tolouch (Russie, 1910–1969) - Evgueni Tomachevski (Russie, 1987– ) - Jacek Tomczak (Pologne, 1990- ) - Nadya Toncheva (Bulgarie, 2005- ) - Veselin Topalov (Bulgarie, 1975– ) - Eugenio Torre (Philippines, 1951– ) - Carlos Torre (Mexique, 1902–1978) - Vladimir Toukmakov (Ukraine, URSS, 1946– ) - Maksim Tourov (Russie, 1979- ) - Irina Tourova (Russie, 1979- ) - Trần Tuấn Minh (Vietnam, 1997- ) - Karel Traxler (Tchécoslovaquie, 1866–1936) - Pavel Tregoubov (Russie, 1971– ) - Karel Treybal (Tchécoslovaquie, 1885–1941) - Petar Trifunović (Croatie, 1910–1980) - Georgi Tringov (Bulgarie, 1937-2000) - Mark Tseitline (URSS, Israël, 1943-2022) - Mikhaïl Tseitline (URSS, Allemagne, 1947- ) - Vitali Tsechkovski (Russie, 1944– ) - Tamar Tsereteli (Géorgie, 1985- ) - Theodore Tylor (Angleterre, 1900–1968) - Elizbar Ubilava (Géorgie, Espagne, 1950- ) - Mijo Udovčić (Croatie, 1920-1984) - Wolfgang Uhlmann (RDA, Allemagne, 1935–2020) - Laura Unuk (Slovénie, 1999- ) - Wolfgang Unzicker (Allemagne, 1925–2006) - Anna Ushenina (Ukraine, 1985– ) - Tüdeviin Üitümen (Mongolie, 1939-1993) - Maxime Vachier-Lagrave (France, 1990– ) - Rafael Vaganian (URSS, Arménie, 1951– ) - Árpád Vajda (Hongrie, 1896–1967) - Szidónia Vajda (Roumanie, Hongrie, 1979- ) - Francisco Vallejo Pons (Espagne, 1982– ) - Paul van der Sterren (Pays-Bas, 1956- ) - John van der Wiel (Pays-Bas, 1959– ) - Robin van Kampen (Pays-Bas, 1994- ) - Theo van Scheltinga (Pays-Bas, 1914–1994) - Frits van Seters (Pays-Bas, 1913–1976) - Vantika Agrawal (Inde, 2002- ) - Loek van Wely (Pays-Bas, 1972– ) - Zoltán Varga (Hongrie, 1970- ) - Tatiana Vassilievitch (Ukraine, 1977- ) - Evgueni Vassioukov (Russie, 1933-2018) - Dragoljub Velimirović (Yougoslavie, 1942–2014) - Paul Velten (France, 1993– ) - Cecil de Vere (Écosse, 1845–1875) - Zsuzsa Verőci (Hongrie, 1949- ) - Giovanni Vescovi (Brésil, 1978– ) - Gavriil Veressov (URSS, 1912-1979) - Milan Vidmar (Slovénie, 1885–1962) - Milan Vidmar junior (Slovénie, 1909-1980) - Ievgueni Vladimirov (Kazakhstan, 1957– ) - Võ Thị Kim Phụng (Viêt Nam, 1993- ) - Daniele Vocaturo (Italie, 1989– ) - Margarita Voiska (Bulgarie, 1963- ) - Daria Voït (Russie, 1994- ) - Shamsiddin Vokhidov (Ouzbékistan, 2002- ) - Sergueï Volkov (Russie, 1974– ) - Andriï Volokitine (Ukraine, 1986– ) - Larissa Volpert (URSS, 1926-2017) - Corry Vreeken (Pays-Bas, 1928- ) - Liam Vrolijk (Pays-Bas, 2002- ) - Bojan Vučković (Serbie, 1980- ) - Milan Vukčević (Yougoslavie, États-Unis, 1937–2003) - Milan Vukić (Yougoslavie, Bosnie, 1942- ) - Alekseï Vyjmanavine (Russie, 1960–2000) - Robert Wade (Nouvelle-Zélande, Angleterre, 1921-2008) - Dennis Wagner (Allemagne, 1997- ) - Heinrich Wagner (Allemagne, 1888–1959) - Joshua Waitzkin (États-Unis, 1976– ) - Carl Walbrodt (Allemagne, 1871–1902) - George Walker (Grande-Bretagne, 1803-1879) - Annie Wang (États-Unis, 2002- ) - Wang Hao (Chine, 1995– ) - Wang Lei (Chine, 1975- ) - Wang Yue (Chine, 1987– ) - Patrycja Waszczuk (Pologne, 2003- ) - Henri Weenink (Pays-Bas, 1892-1931) - Wei Yi (Chine, 1999– ) - Miksa Weiss (Autriche-Hongrie, 1857–1927) - Norman Whitaker (États-Unis, 1890-1975) - Elijah Williams (Grande-Bretagne, 1809-1854) - Simon Williams (Grande-Bretagne, 1979- ) - Peter Winston (États-Unis, 1958–1978 ?) - Szymon Winawer (Pologne, 1838–1920) - Luc Winants (Belgique, 1963-2023) - William Winter (Angleterre, 1898–1955) - John Wisker (Angleterre, 1846-1884) - Alexander Wittek (Autriche, 1852-1894) - Radosław Wojtaszek (Pologne, 1987– ) - Aleksander Wojtkiewicz (URSS, Pologne, 1963-2006) - Heinrich Wolf (Autriche, 1875-1943) - Paula Wolf-Kalmar (1880-1931, Autriche) - Patrick Wolff (États-Unis, 1968– ) - Wu Mingqian (Chine, 1961- ) - Wu Wenjin (Chine, 1976- ) - Marmaduke Wyvill (Angleterre, 1814–1896) - Xiao Yiyi (Chine, 1996- ) - Xie Jun (Chine, 1970– ) - Jeffery Xiong (États-Unis, 2000- ) - Xu Jun (Chine, 1962– ) - Xu Xiangyu (Chine, 1999- ) - Nodirbek Yakubboev (Ouzbékistan, 2002- ) - Daniel Yanofsky (Pologne, Canada, 1925–2000) - Frederick Yates (Angleterre, 1884–1932) - Ye Jiangchuan (Chine, 1960– ) - Arsen Yegiazarian (Arménie, 1970-2020) - Alex Yermolinsky (États-Unis, 1958– ) - Mustafa Yilmaz (Turquie, 1992- ) - Carissa Yip (États-Unis, 2003- ) - Christopher Yoo (États-Unis, 2006- ) - Leonid Youdassine (URSS, Israël, 1959– ) - Arthur Youssoupov (Russie, Allemagne, 1960– ) - Mikhaïl Youdovitch (Senior) (Russie, 1911-1987) - Yu Yangyi (Chine, 1994– ) - Vladimir Zagorovski (Russie, 1925 - 1994) - Ielena Zaïats (Biélorussie, Russie, 1969- ) - Guennadi Zaïtchik (URSS, Géorgie, États-Unis, 1957- ) - Aleksandr Zaïtsev (URSS, 1935–1971) - Igor Zaïtsev (URSS, 1938 - ) - Vladimir Zak (URSS, 1913–1994) - Salomėja Zaksaitė (Lituanie, 1985- ) - Osvaldo Zambrana (Bolivie, 1981- ) - Alonso Zapata (Colombie, 1958- ) - Pablo Zarnicki (Argentine, 1972- ) - Natalia Zdebskaïa (Ukraine, 1986- ) - Elmārs Zemgalis (Lettonie, États-Unis, 1923-2014) - Zeng Chongsheng (Chine, 1993- ) - Zhang Jilin (Chine, Autralie, 1986-) - Zhang Pengxiang (Chine, 1980– ) - Zhang Zhong (Chine, Singapour, 1978– ) - Zhao Xue (Chine, 1985– ) - Zhao Jun (Chine, 1986- ) - Zhu Chen (Chine, Qatar, 1976– ) - Štěpán Žilka (République tchèque, 1988- ) - Yaacov Zilberman (URSS-Israël, 1954- ) - Olga Zimina (Russie, Italie, 1982- ) - Emil Zinner (Tchécoslovaquie, 1909-1942) - Helgi Dam Ziska (Îles Féroé, 1990- ) - Eugène Znosko-Borovsky (Russie, France, 1884–1954) - Johannes Zukertort (Pologne, 1842–1888) - Vadim Zviaguintsev (Russie, 1976– ) |